# Bernd Reinert

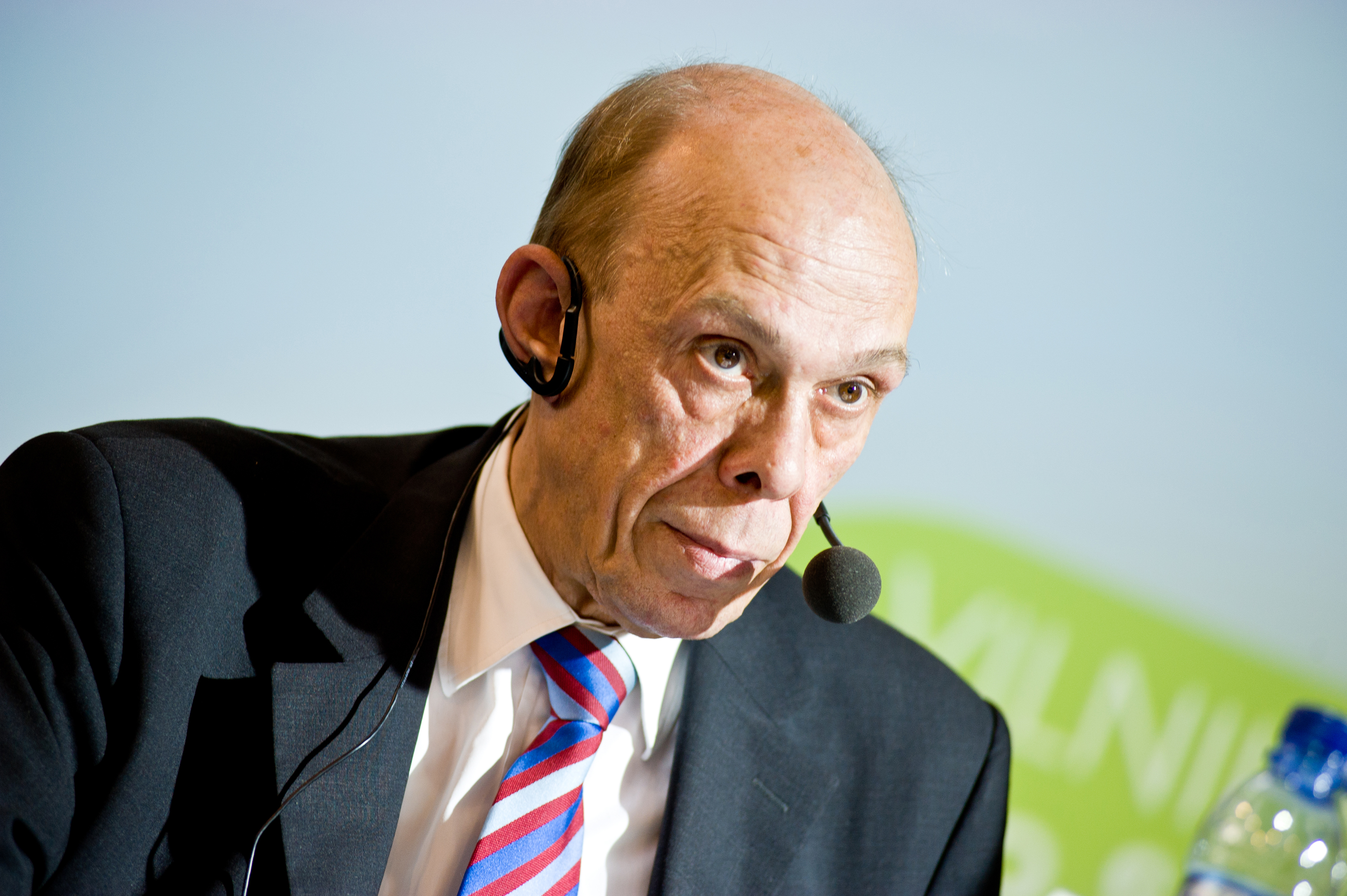
Bernd Reinert

Bernd Reinert (* 11. Juni 1951 in Hamburg) ist ein deutscher Politiker (CDU). Von 2008 bis 2011 war er Staatsrat der Behörde für Wissenschaft und Forschung in Hamburg.

## Leben
Reinert ist verheiratet und hat drei Kinder. Nach der Grundschule in Hamburg-Kirchwerder besuchte er das Hansa-Gymnasium in Hamburg-Bergedorf. Er verließ 1970 die Schule mit dem Abitur. Anschließend absolvierte er den Grundwehrdienst.
Von 1971 bis 1977 studierte Reinert an der Universität Hamburg Sozialkunde mit Schwerpunkt Politikwissenschaft, Englisch und Pädagogik. Als wissenschaftliche Hilfskraft war er von 1975 bis 1976 an der Hochschule der Bundeswehr in Hamburg beschäftigt. Von 1979 bis 2004 war Reinert als Gymnasiallehrer tätig, zuletzt am Gymnasium Lohbrügge.

## Politik
Reinert trat 1969 der CDU bei. Er war Mitglied der Jungen Union (JU). Er war u. a. als Kreisvorsitzender der JU und später der CDU in Hamburg-Bergedorf und stellvertretender Landesvorsitzender der CDU Hamburg aktiv.
Von 1974 bis 1993 war er Bezirksabgeordneter der Bezirksversammlung Hamburg-Bergedorf, zuletzt als stellvertretender Fraktionsvorsitzender. Seit Oktober 1993 ist er Mitglied der Bürgerschaft der Freien und Hansestadt Hamburg. Als Bürgerschaftsabgeordneter war er Mitglied des Stadtentwicklungs- und des Bau- und Verkehrsausschusses. Von März 2004 bis März 2008 war Reinert Vorsitzender der CDU-Fraktion in der Hamburgischen Bürgerschaft.
Am 9. Mai 2008 wurde Reinert zum Staatsrat der Hamburger Behörde für Wissenschaft und Forschung ernannt und musste aus diesem Grund auf sein Bürgerschaftsmandat in der 19. Wahlperiode verzichten. Im Zuge des Regierungswechsels 2011 wurde er in den einstweiligen Ruhestand versetzt.

## Sonstige Ämter
Reinert war von 1988 bis 2001 Vorsitzender der Staatspolitischen Gesellschaft e. V. Er ist Autor für das „Bergedorf-Blog“ der Staats- und Universitätsbibliothek Hamburg (siehe Weblink). Von 2013 bis 2018 war er Mitglied des NDR-Verwaltungsrats.